# Harmonia (gruppo musicale)
Gli Harmonia sono stati un supergruppo tedesco composto dai due membri dei Cluster Dieter Moebius e Hans-Joachim Roedelius e Michael Rother dei Neu!.
Propongono una variante più accessibile della musica dei Cluster, adattando le loro sonorità "space" alla vena più ritmica di Michael Rother. Le influenze spaziano dal rock, al minimalismo e ai paesaggi sonori di Brian Eno.

## Storia
Vengono fondati nel 1973 e pubblicano nel 1974 il primo album Music von Harmonia, destinato a ricevere ottimi consensi da parte della critica specializzata. In seguito all'uscita di Zuckerzeit (1975) dei Cluster, anch'esso una collaborazione con Rother, il gruppo incide Deluxe, co-prodotto con Conny Plank e realizzato con Mani Neumaier dei Guru Guru. Nel 1976 incidono diversi brani inediti al fianco di Brian Eno che verranno pubblicati nel 1997 nell'album Tracks and Traces attribuito a Harmonia 76, mentre la rimasterizzazione del 2009 sarà attribuita a Harmonia & Eno '76. Lo stesso Eno definirà gli Harmonia il "gruppo rock più importante del mondo". La formazione si scioglie nel 1976, ma riprenderà sporadicamente la sua attività agli inizi del nuovo millennio.

## Discografia

### Album in studio
- 1974 - Musik von Harmonia
- 1975 - Deluxe
- 1997 - Tracks and Traces (album con brani inediti registrati nel 1976 con Brian Eno, attribuito a Harmonia 76)
- 2015 - Documents 1975

### Live
- 2007 - Live 1974

### Antologie
- 2015 - Complete Works